# Sonia O’Sullivan
Sonia O’Sullivan, po mężu Bideau (ur. 28 listopada 1969 w Cobh) – irlandzka biegaczka na długich dystansach. Czterokrotna olimpijka (1992-2004), w tym medalistka igrzysk z Sydney.

## Najważniejsze osiągnięcia
- Igrzyska Olimpijskie
  - Srebro: Sydney 2000 – 5000 m
- Mistrzostwa świata
  - Złoto: Göteborg 1995 – 5000 m
  - Srebro: Stuttgart 1993 – 1500 m
- Mistrzostwa Europy
  - Złoto: Helsinki 1994 – 3000 m
  - Złoto: Budapeszt 1998 – 10 000 m
  - Złoto: Budapeszt 1998 – 5000 m
  - Srebro: Monachium 2002 – 10 000 m
  - Srebro: Monachium 2002 – 5000 m
- Halowe mistrzostwa świata
  - Srebro: Paryż 1997 – 3000 m
- Puchar Świata w Lekkoatletyce
  - 1. miejsce podczas Pucharu Świata (Johannesburg 1998) – bieg na 5000 m
- Finał Grand Prix IAAF
  - 1. miejsce: Londyn 1993 – Bieg na 3000 m
  - 1. miejsce: Paryż 1994 – Bieg na 5000 m
  - 1. miejsce: Monako 1995 – Bieg na 3000 m
  - 1. miejsce: Doha 2000 – Bieg na 3000 m
- Mistrzostwa świata w biegach przełajowych
  - złoty medal: Marrakesz 1998 – krótki dystans
  - złoty medal: Marrakesz 1998 – długi dystans

## Rekordy życiowe
- bieg na 800 m – 2:00.69 (1994) były Rekord Irlandii
- bieg na 1000 m – 2:34.66 (1993) Rekord Irlandii
- bieg na 1500 m – 3:58.85 (1995) Rekord Irlandii
- bieg na milę – 4:17.25 (1994) były Rekord Irlandii
- bieg na 2000 m – 5:25.36 (8 lipca 1994, Edynburg) – były rekord świata
- bieg na 3000 m – 8:21.64 (1994) Rekord Irlandii, były Rekord Europy (1994–2002)
- bieg na 5000 m – 14:41.02 (2000) Rekord Irlandii
- bieg na 10 000 m – 30:47.59 (2002) – Rekord Irlandii
- półmaraton – 1:07:19 (2002) – Rekord Irlandii

W 1995 została wybrana Europejską Lekkoatletką Europy (European Athlete of the Year Trophy), a także lekkoatletką roku na świecie według miesięcznika Track & Field News. Urodzenie dwóch córek (1999 & 2001) nie przeszkodziło jej w kontynuowaniu kariery sportowej.